# Johnny Simone

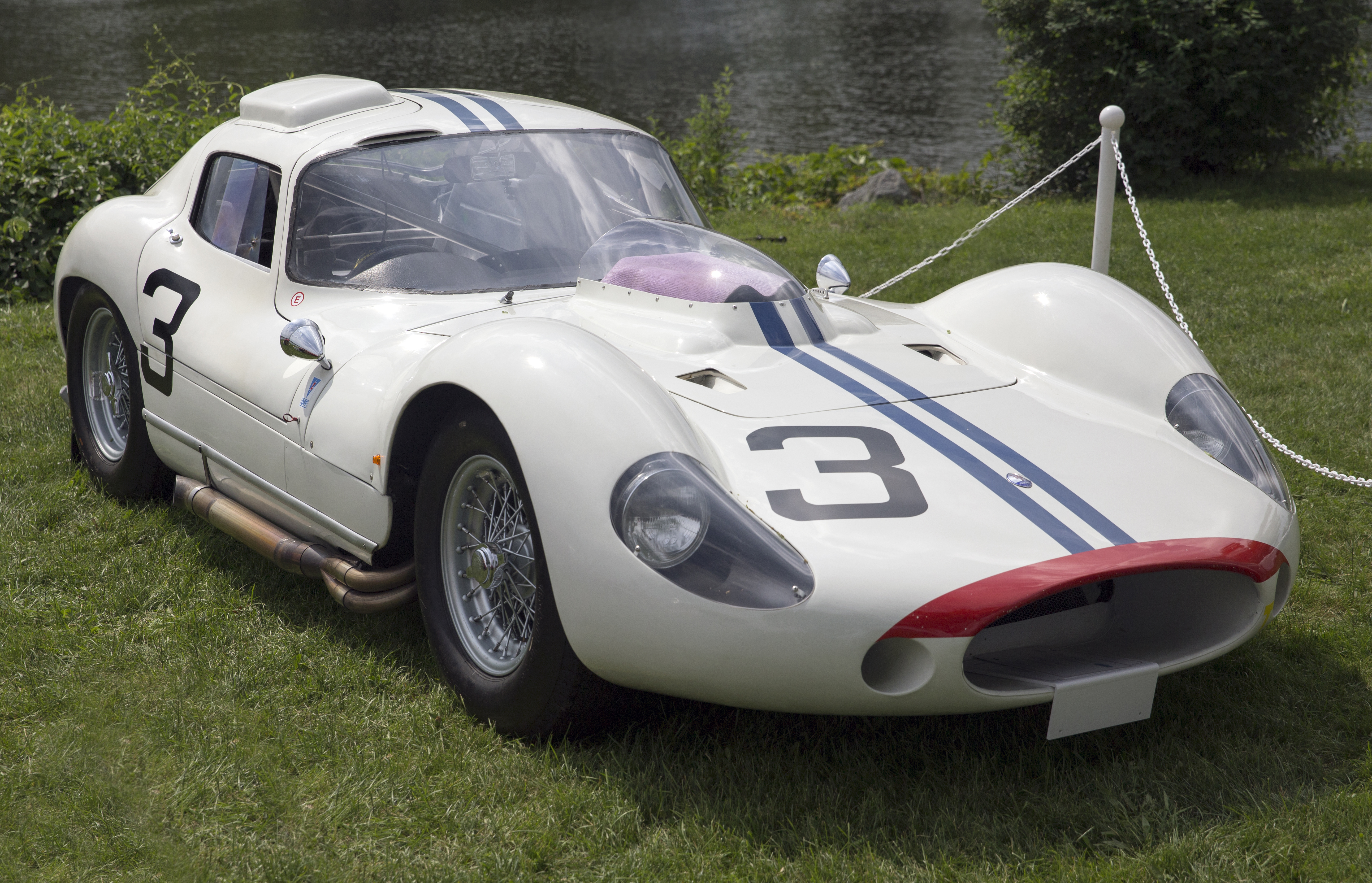
Maserati Tipo 151 mit der Startnummer 3. Der baugleiche Maserati-France-Tipo 151 mit der Startnummer 4 war rot lackiert und wurde beim 24-Stunden-Rennen von Le Mans 1962 von Maurice Trintignant und Lucien Bianchi gefahren

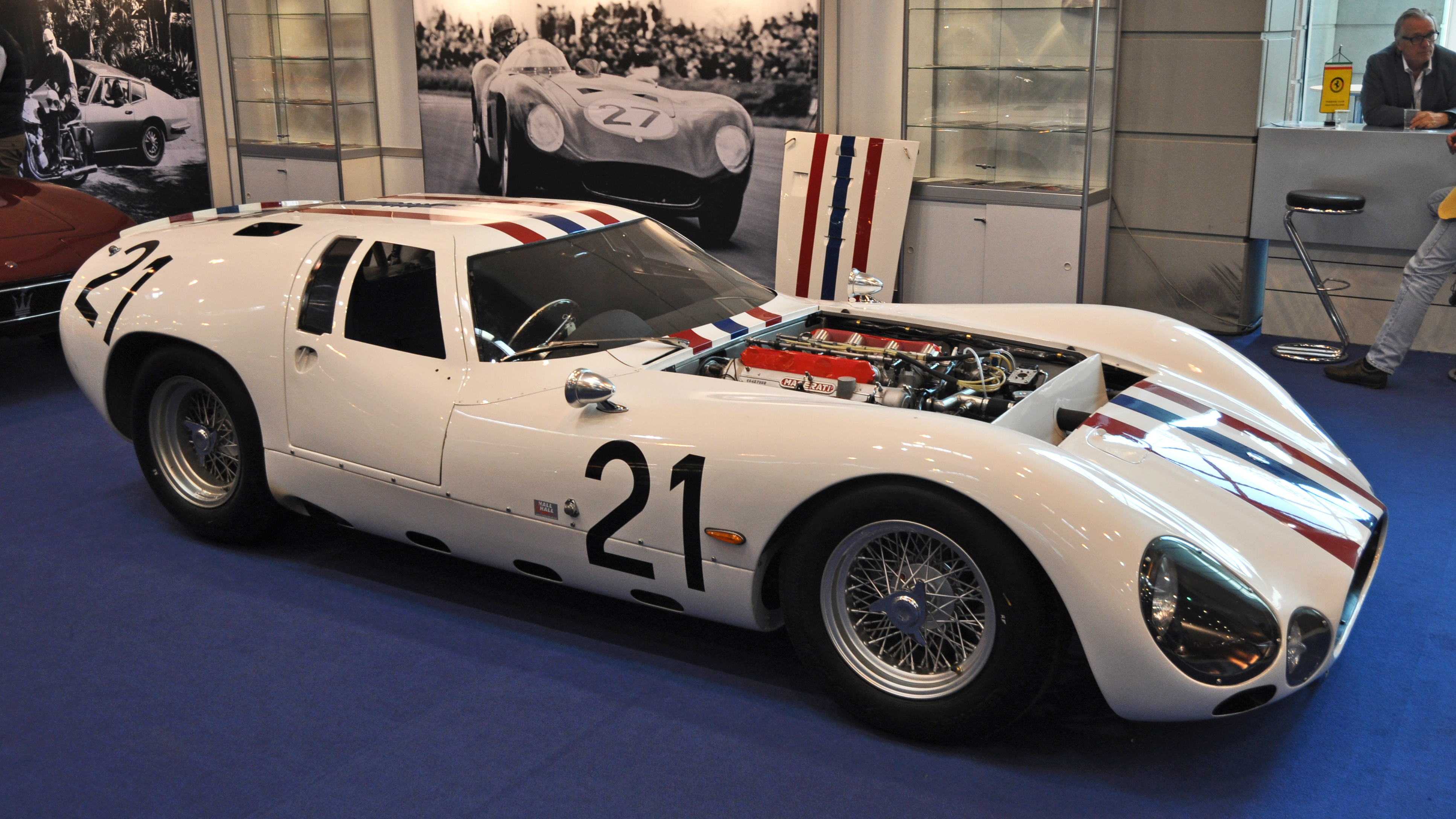
Maserati Tipo 153

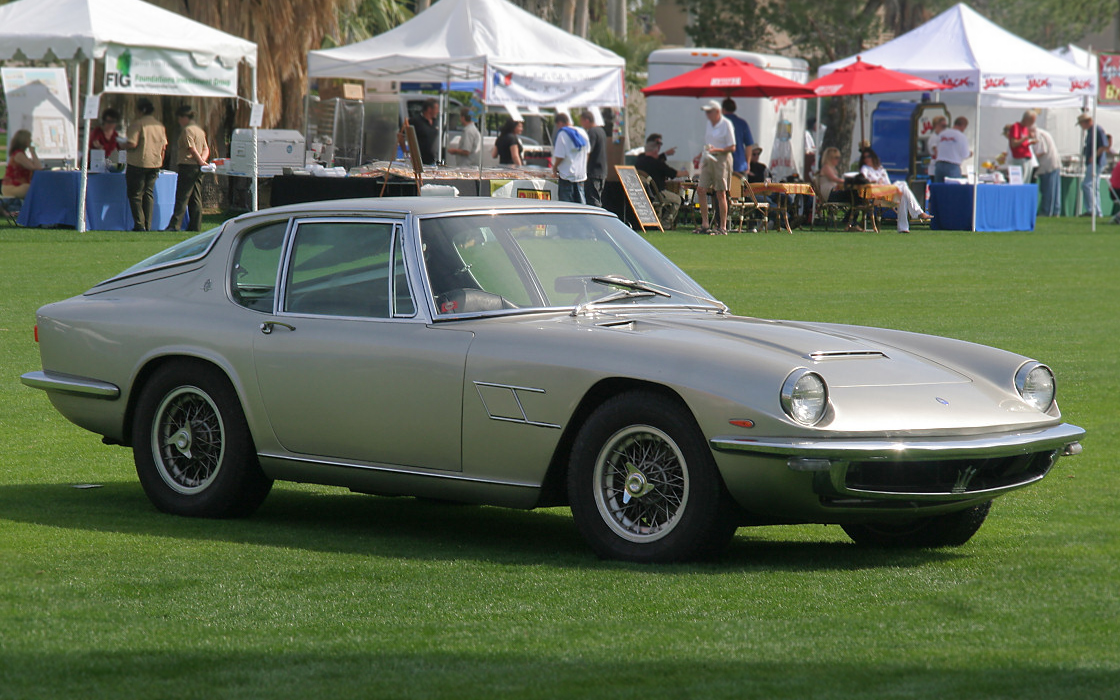
In einem Maserati Mistral verunglückten Johnny Simone und seine Ehefrau 1967 tödlich

Colonel John Orace „Johnny“ Simone (* 2. Januar 1913 in Paris; † 22. August 1967 in Sainte-Magnance) war ein französischer Unternehmer und Autorennfahrer US-amerikanischer Abstammung.

## Herkunft und Zweiter Weltkrieg
Johnny Simone kam als Sohn eines US-amerikanischen Diplomaten und einer französischen Mutter in Paris zur Welt. Bei Ausbruch des Zweiten Weltkriegs trat er als Nachrichten-Offizier in die United States Air Force ein und war ab Dezember 1941 in Frankreich tätig. In Abstimmung mit der Résistance lieferte er Informationen über das Deutsche Heer im Vorfeld der Operation Overlord 1944.
Johnny Simone besaß neben der französischen auch die US-amerikanische Staatsbürgerschaft und heiratete nach dem Ende des Krieges die französische Schauspielerin Junie Astor.

## Karriere als Rennfahrer
Ende der 1940er- und Anfang der 1950er-Jahre hatte Johnny Simone eine kurze Karriere als Rennfahrer. Er fuhr mit Partner Michel Aunaud einen Deutsch & Bonnet beim 24-Stunden-Rennen von Le Mans 1950 und startete bei der Mille Miglia 1950 und 1952.
Der erste nennenswerte Erfolg war der achte Gesamtrang im Jaguar XK 120 bei der Tour de France für Automobile 1951. 1952 wurde er Vierter beim 12-Stunden-Rennen von Casablanca und gewann Ende des Jahres mit dem Erfolg bei der Coupe du Salon auf dem Autodrome de Linas-Montlhéry sein erstes Autorennen. Einsatzwagen war diesmal ein Jaguar C-Type. Seine erfolgreichsten Rennjahre hatte er 1953 und 1954 vor allem bei Rennen in Nordafrika. Er wurde unter anderem 1953 Zweiter beim 3-Stunden-Rennen von Algerien und dem 12-Stunden-Rennen von Hyères und 1954 Dritter beim 2-Stunden-Rennen von Dakar.
Auf Bitten seiner Ehefrau trat er Ende 1954 als Fahrer zurück. Zweimal brach er diese Verpflichtung und fuhr 1964 und 1965 beim Le-Mans-Testtag im von ihm selbst gemeldeten Maserati Tipo 151.

## Maserati France
1956 wurde Johnny Simone französischer Generalimporteur des italienischen Sportwagen-Herstellers Maserati. Gemeinsam mit seinem Partner Jean Thépenier baute er das erste Maserati-Händlernetz in Frankreich auf und machte die Marke durch Engagements im Motorsport in seinem Heimatland bekannt. Zwischen 1962 und 1965 versuchte er hartnäckig mit Maserati-Modellen einen Erfolg beim 24-Stunden-Rennen von Le Mans einzufahren. Gemeinsam mit dem US-Amerikaner Briggs Cunningham übernahm er die Werkseinsätze der Modelle Tipo 151, Tipo 154 und Tipo 65. Mit den finanzstarken Werksteams von Ferrari und Ford konnte er aber in keiner Weise mithalten. Die technischen Probleme der Rennwagen bekam das wenig routinierte Rennteam kaum in den Griff, wodurch trotz der prominenten Fahrerpaarungen keine Zielankunft möglich war. Maurice Trintignant, Lucien Bianchi, André Simon, Lloyd Casner, Jo Siffert und Jochen Neerpasch fuhren für Simone.

## Tödlicher Unfall
Johnny Simone und Junie Astor verunglückten am 22. August 1967 gegen 11 Uhr 30 auf der Route nationale 6 bei Sainte-Magnance auf dem Weg nach Lyon tödlich. Bei hohem Tempo überholte Simone in einem Maserati Mistral auf einem Hügel den Peugeot 404 des Parisers Marcel Fauconnet. Der Peugeot-Fahrer übersah den rasch kommenden Maserati und bog nach links in eine Einfahrt ab. Simone versuchte dem Peugeot auszuweichen und kollidierte dabei mit einem entgegenkommenden Lastwagen. Simone und Astor starben auf der Stelle. Der Fahrer des Peugeots und dessen Frau Perrin wurden ebenso schwer verletzt wie der LKW-Fahrer. Junie, der Yorkshire Terrier der Simones, überlebte den Unfall komplett unverletzt.

## Statistik

### Le-Mans-Ergebnisse
| Jahr | Team                          | Fahrzeug | Teamkollege   | Platzierung | Ausfallgrund |
| ---- | ----------------------------- | -------- | ------------- | ----------- | ------------ |
| 1950 | Automobiles Deutsch et Bonnet | DB       | Michel Aunaud | Ausfall     | Motorschaden |